# 矢田了章
矢田 了章（やた りょうしょう、1941年2月24日 - ）は、浄土真宗の僧・仏教学者。龍谷大学名誉教授。
香川県生まれ。龍谷大学大学院修了。龍谷大学短期大学部助教授、龍谷大学文学部教授。2012年定年、名誉教授。浄土真宗本願寺派光照寺前住職。

## 著書
- 『『教行信証』入門』大法輪閣 2008
- 『親鸞の人間論 その教理史的研究』永田文昌堂 2014

### 共編
- 『『歎異抄』に問う その思想と展開』編 永田文昌堂 六角会館研究シリーズ 2007
- 『歎異抄の教学史的研究』林智康共編 龍谷大学仏教文化研究叢書 2007
- 『真宗伝道の課題と展望』編 龍谷大学仏教文化研究叢書 2008
- 『『略論安楽浄土義』の基礎的研究』編 永田文昌堂 龍谷叢書 2012
- 『歎異抄影印集成』林智康共編 永田文昌堂 2014

## 論文
- Cinii